# Dahmane El Harrachi
Dahmane El Harrachi (en árabe: دحمان الحرّاشي‎; nombre real Abderrahmane Amrani; 5 de agosto de 1925 – 31 de agosto de 1980) fue un músico, cantautor argelino, de chaabi y de chaoui, de origen bereber. Le dio a la canción popular argelina un glamour especial donde dominó toda la riqueza del significado y distinguió sus canciones de una manera hermosa, abordando los problemas de la sociedad. Una de sus canciones más importantes es la famosa "Ya rayah", en la que discute la migración de los jóvenes de Argelia a Francia. La canción todavía se canta de generación en generación, donde el artista argelino Rashid Taha ha recibido y continúa conociendo una notable difusión entre los jóvenes de las comunidades árabes inmigrantes en Europa. La canción fue dirigida a un amigo Dahman al-Harashi, quien insistió en la emigración pensando que encontraría mejores condiciones de vida.
En 1949, se mudó a Francia, viviendo en Lille, luego pasó a Marsella, para radicarse definitivamente en París. Fue en la capital francesa donde se hizo un nombre, tocando en numerosos cafés argelinos.
Murió el 31 de agosto de 1980 en un accidente automovilístico en una carretera, cercana a Argel. Está enterrado en el Cementerio de El Kettar.

## Obra discográfica

### Álbumes
- Ya el hadjla - Voz de los inmigrantes argelinos (1975)
- كمال الحراشي - Dahmane El Harrachi (1978)
- 10 Années De Chansons
- Ansibak
- Le Chaâbi v. I (1991)
- Ya Rayah (1997)
- Best Of Dahmane El Harrachi
- Double Best (2010)

## Familia
Su padre, originario del pueblo chaoui de Djellal en la provincia de Khenchela, era el muecín en la Gran Mezquita de Argel.
En 2009, su hijo Kamel El Harrachi lanzó un CD de homenaje a su padre, titulado "Ghana Fenou".

## Honores
- 2017: en el Festival Internacional de Música Sinfónica de Argel, numerosas de sus obras, versionadas para música de cámara se escucharon de la mano de intérpretes, rusos, sirios, y españoles.[1][4]